# Microlaimus lingi
Microlaimus lingi är en rundmaskart som först beskrevs av Hoeppli och Chu 1932.  Microlaimus lingi ingår i släktet Microlaimus och familjen Microlaimidae. Inga underarter finns listade i Catalogue of Life.